# نامی شیمابوکورو
نامی شیمابوکورو (انگلیسی: Namie Shimabukuro؛ زادهٔ ۱۰ ژوئن ۱۹۹۸) بازیکن فوتبال اهل ژاپن است.
از باشگاه‌هایی که در آن بازی کرده‌است می‌توان به باشگاه فوتبال آی ان ای سی کوبه لئونسا اشاره کرد.